# Послушница (фильм)
«Послушница» (англ. Novitiate) — американский драматический фильм режиссёра Маргарет Беттс. Главные роли исполнили Маргарет Куэлли, Мелисса Лео, Морган Сэйлор, Дианна Агрон, Джулианна Николсон, Лиана Либерато, Денис О’Хэр и Мэдди Хассон.
Мировая премьера состоялась на Кинофестивале Сандэнс 20 января 2017 года. Вскоре после этого компания Sony Pictures Classics приобрела права на распространение фильма в США. В кинотеатрах премьера состоялась 27 октября 2017 года.

## Сюжет
В 1954 году Кэтлин Харрис, живущая со своей матерью Норой Харрис (Джулианна Николсон), исповедующей агностицизм, узнаёт о католицизме и обращается в веру. В 12 лет застенчивой и сдержанной Кэтлин предлагают стипендию и зачисляют в недавно открывшуюся католическую школу, где, по её утверждению, она чувствует присутствие Бога. В 17 лет, к ужасу своей матери, Кэтлин принимает решение стать монахиней.
Кэтлин в качестве послушницы попадает в католический монастырь, где находится под опекой матери-настоятельницы Мари Сен-Клер (Меллиса Лео). Там она знакомится с другими монахинями: сестрой Эвелин, сестрой Эмили и сестрой Маргарет, которые испытывают сексуальные желания во время посвящения. Тем временем преподобная Мари обеспокоена изменениями после Второго ватиканского собора, считая, что правила, на которых настаивает епископ, могут разрушить их сообщество, которое стало вторым домом для всех женщин.

## В ролях
- Маргарет Куэлли — сестра Кэтлин Харрис[9]
  - Саша Мэйсон — Кэтлин в 12 лет
  - Элиза Мэйсон — Кэтлин в 7 лет
- Дианна Агрон — сестра Мэри Грейс[9]
- Морган Сэйлор — сестра Эвелин
- Джулианна Николсон — Нора Харрис
- Лиана Либерато — сестра Эмили
- Мелисса Лео — мать-настоятельница Мари Сен-Клер[9]
- Денис О’Хэр — архиепископ Маккарти
- Крис Зилка — Чак Харрис
- Мэдди Хассон — сестра Сисси
- Эшли Белл — сестра Маргарет
- Марко Ст. Джон — отец Лука
- Маршалл Чэпман — сестра Луиза

## Критика
Фильм получил положительные отзывы кинокритиков. На сайте Rotten Tomatoes фильм имеет рейтинг 87 % на основе 86 рецензий со средним баллом 7,3 из 10. На сайте Metacritic фильм имеет оценку 73 из 100 на основе 30 рецензий критиков, что соответствует статусу «в целом положительные отзывы».

## Награды и номинации
| Награды и номинации            | Награды и номинации | Награды и номинации                        | Награды и номинации | Награды и номинации | Награды и номинации |
| Награда                        | Год                 | Категория                                  | Номинант            | Результат           | Прим.               |
| ------------------------------ | ------------------- | ------------------------------------------ | ------------------- | ------------------- | ------------------- |
| Кинофестиваль «Сандэнс»        | 2017                | Гран-при жюри                              | Маргарет Беттс      | Номинация           | [ 12 ]              |
| Кинофестиваль «Сандэнс»        | 2017                | Специальный приз жюри — Режиссёрский дебют | Маргарет Беттс      | Победа              | [ 12 ]              |
| Gotham Independent Film Awards | 2017                | Премия Бингэма Рэйя за режиссёрский дебют  | Маргарет Беттс      | Номинация           | [ 13 ]              |